# Jarl (mitologia)
Jarl, chiamato anche Ríg, è un personaggio della mitologia norrena, figlio di Fadhir e Módhir, nato nove mesi dopo che la coppia aveva ospitato, nella propria dimora, il dio Ríg che avrebbe successivamente riconosciuto il giovane come proprio figlio. 

## Fonti letterarie
Le vicende di questo personaggio sono narrate nel poema eddico Rígsthula (La canzone di Ríg). Il poema è conservato - in forma incompleta - nell'ultimo foglio del Codex Wormianus, un manoscritto del XIV secolo che contiene il testo dell'Edda in prosa di Snorri Sturluson. La breve introduzione in prosa al Rígsthula spiega che Ríg è il nome assunto dal dio Heimdallr nel corso dei tre viaggi che il poema si accinge a narrare e che descrivono il disegno divino all'origine delle tre classi sociali dei popoli scandinavi: quella degli schiavi, quella degli agricoltori e quella dei guerrieri.

## Trama

### La nascita di Jarl
Heimdallr-Ríg visita le abitazioni di due coppie di sposi - Aí e Edda, Afi e Amma - e dopo aver pranzato giace assieme ad entrambe le coppie per tre notti. Nove mesi dopo la visita di Ríg, entrambe le coppie generano un figlio. Il figlio di Aí e Edda è Thrœl (schiavo), un uomo abbruttito e robusto, instancabile lavoratore che darà origine assieme a Thír (serva) alla classe degli schiavi; Afi e Amma generano Karl, un contadino, che assieme a Snor (nuora) sarà l'antenato degli agricoltori.
La terza coppia visitata da Ríg è costituita da Fadhir (padre) e Módhir (madre) che vivono in un sontuoso castello. Dopo aver partecipato ad un banchetto in suo onore, il dio giace tra i due sposi per tre notti prima di riprendere il suo cammino. Nove mesi dopo anche Módhir genera un figlio, Jarl detto il principe, dai capelli biondi e di bell'aspetto che cresce addestrandosi nel combattimento e la caccia.

### L'eredità di Ríg
Raggiunta la maturità, Ríg si presenta al giovane Jarl e dopo averlo riconosciuto come figlio gli impone il proprio nome. L'anziana divinità dopo aver insegnato al giovane l'alfabeto runico - che possiede qualità magiche nell'epica norrena - e altre abilità come il linguaggio degli uccelli, lo esorta a prendere possesso delle terre che ha ereditato. 
Jarl allora riunisce con sé un manipolo di uomini e conquista diciotto villaggi. Divenuto signore di terre e uomini, ottiene in moglie Erna (capace) figlia di Hersir (signore) da cui riceverà nove figli, gli antenati della classe guerriera scandinava. 
Solo ad uno dei suoi figli, Kon, egli insegna le rune magiche. Mentre Kon è a caccia di uccelli nella foresta, una cornacchia lo rimprovera e lo istiga alla guerra vagheggiando le immense ricchezze possedute da Dan e Danp, due capaci marinai e guerrieri. Il Rígsthula si interrompe qui e probabilmente proseguiva narrando le avventure del figlio di Jarl. Due saghe islandesi di epoca posteriore riprendono, infatti, questa narrazione presentandola come un mito di fondazione: Kon sconfigge Dan (o Danpr) di cui sposa la figlia Dana dando origine alla stirpe reale danese (Agrati, Magini, 1990).